# Daniel Wågström
Daniel Wågström, född 24 april 1978 i Örnsköldsvik, är en svensk före detta ishockeyspelare som spelade bland annat för Modo Hockey, IF Björklöven och Brynäs IF i Elitserien.
Wågström inledde sin karriär som center i moderklubben Modo HK, men kom senare under karriären att skolas om till back. Han debuterade i Elitserien vid 18 års ålder under säsongen 1996/1997. Under efterföljande säsong spelade Wågström halva säsongen i Husum IF, för att sedan skriva på för IF Björklöven. I Umeå-klubben spelade han i ytterligare tre säsonger och var med om två avancemang till Elitserien. 
Efter detta spelade Wågström bland annat för Brynäs IF och Rögle BK innan han, under 2008/2009, var med och tog upp Örebro HK i Hockeyallsvenskan. Under samma säsong hade han även bäst plusminus, flest assist och flest poäng bland backar. Två säsonger i Allsvenskan blev det sedan i Borås HC och Sundsvall Hockey, för att sedan återvända till Örnsköldsvik och Örnsköldsvik Hockey. Sejouren där blev dock inte lång, då Wågström under säsongen åter igen skrev på för IF Björklöven.
Efter endast fyra matcher i laget fick Wågström en skada på det bakre ledbandet, något som är mycket ovanligt inom ishockey, och blev borta för resten av säsongen.